# Supah Ninjas
Supah Ninjas је америчка акциона суперхеројска комедија ситуације чији су творци Лео Чу и Ерик Гарсија. Серија је премијерно емитована на Nickelodeon-у од 17. јануара 2011. до 27. априла 2013. године са укупно 39 епизода емитованих у две сезоне. Прва сезона је снимана у Лос Анђелесу (Калифорнија), а друга сезона у 31st Street Studios-у у Питсбургу (Пенсилванија). Дана 15. марта 2012. најављено је да је сезона обновљена другом сезоном која је премијерно приказана 9. фебруара 2013. године. Nickelodeon је 7. маја 2013. објавио да је серија отказана.
Серија се врти око Мајка Фукунаге (Рајан Потер) и његових пријатеља Овена (Карлос Најт) и Аманде (Грејси Дзини). Након смрти његовог деде, Мајку је дато мистериозно писмо које га наводи да открије да долази из дуге лозе нинџа осветника. Са Овеном, а касније и Амандом, уведен је у свет борбе протви криминала, створивши тим „Supah Ninjas”.

## Епизоде
| Сезона | Сезона | Епизоде | Епизоде | Оригинално емитовање | Оригинално емитовање |
| Сезона | Сезона | Епизоде | Епизоде | Премијера            | Финале               |
| ------ | ------ | ------- | ------- | -------------------- | -------------------- |
|        | 1.     | 26      | 26      | 17. јануар 2011.     | 28. јануар 2012.     |
|        | 2.     | 13      | 13      | 9. фебруар 2013.     | 27. април 2013.      |

## Награде и номинације
| Година | Награда                     | Категорија                                                                | Рад                           | Резлултат | Реф.  |
| ------ | --------------------------- | ------------------------------------------------------------------------- | ----------------------------- | --------- | ----- |
| 2012.  | Удружење сценариста Америке | дечје — епизоде и специјали                                               | епизода „Hero of the Shadows” | Освојено  | [ 3 ] |
| 2013.  | Еми за креативну уметност   | изванредна координација каскадерстава у хумористичкој серији или варијети | Хиро Кода                     | Освојено  | [ 4 ] |